# 광양마동중학교
광양마동중학교(光陽馬洞中學校)는 대한민국 전라남도 광양시 마동에 있는 공립 중학교이다.

## 학교 연혁
- 2013년 7월 26일 : 도립학교 설립계획 확정
- 2014년 9월 26일 : 전라남도립학교 설치조례 일부개정조례 확정
- 2015년 3월 1일 : 초대 조계웅 교장 부임
- 2015년 3월 2일 : 2015학년도 입학식(신입생 203명)
- 2015년 9월 22일 : 학교 개교식
- 2018년 2월 9일 : 2017학년도 제1회 졸업식(졸업생 206명)
- 2023년 9월 1일 : 류상현 교장 부임
- 2025년 2월 7일 : 2024학년도 제8회 졸업식(졸업생 183명, 총 1,570명)
- 2025년 3월 4일 : 2025학년도 입학(입학생 165명)

## 참고 자료
- 광양마동중학교 - 한국교육학술정보원 학교알리미